# Aurangabad (distrikt i Maharashtra)

Distriktets läge i Maharashtra.

Aurangabad är ett distrikt i delstaten Maharashtra i västra Indien. Befolkningen uppgick till 2 897 013 invånare vid folkräkningen 2001, på en yta av 10 107 kvadratkilometer. Den administrativa huvudorten är Aurangabad. 

## Administrativ indelning
Distriktets är indelat i nio tehsil (en kommunliknande enhet):
- Aurangabad
- Gangapur
- Kannad
- Khuldabad
- Paithan
- Phulambri
- Sillod
- Soegaon
- Vaijapur

## Städer
Distriktets städer är Aurangabad, distriktets huvudort, samt:
- Aurangabad (Cantonment), Gangapur, Kannad, Khuldabad, Paithan, Pandharpur, Sillod samt Vaijapur